# Politikåret 1994

## Händelser

### Januari
- 4 januari – Rysslands parlamentsbyggnad i Moskva återinvigs efter föregående års skottdrama.[1]
- 10 januari
  - Sveriges finansminister Anne Wibble lägger fram förslaget till Sveriges statsbudget för 1994/1995, med ett underskott på 217 miljarder svenska kronor.[1]
  - Ett byst av Olof Palme avtäcks i Sveriges riksdag.[1]
- 16 januari – USA:s president Bill Clinton avslutar sitt första Europabesök med att träffa Syriens president Hafez Assad i Genève.[1]
- 19 januari – Kroatien och Jugoslavien undertecknar ett avtal om att försöka normalisera förbindelserna.[1]
- 20 januari – Viktor Tjernomyrdin bildar konservativa regering i Ryssland.[1]
- 24 januari – Socialdemokraterna, moderaterna, folkpartiet och kristdemokraterna enas om ett nytt svenskt pensionssystem som skall ersätta ATP från år 2000.[1]
- 30 januari – Liamine Zeroual utses till president i Algeriet.[1]

### Februari
- 3 februari – USA:s president Bill Clinton häver handelsembargot mot Vietnam.[1]
- 9 februari – Sveriges riksdag har utrikespolitisk debatt.[1]
- 14 februari – Sveriges utrikesminister Margaretha af Ugglas besöker Sydafrika.[1]
- 24 februari – Ledamöterna av Sveriges riksdag får sin månadslön fastställd till 250 000 svenska kronor, eller drygt 70 & av 1994 års basbelopp.[1]
- 26 februari – Ryssland ger 1993 års kuppmakare amnesti.[1]
- 27 februari – Vid SIFO-mätningar i Sverige erhåller ett kvinnoparti för första gången mätbart resultat i en opinionsundersökning, då 0,7 % förklarar att de skulle kunna rösta på ett kvinnoparti.[1]

### Mars
- 1 mars – Sverige slutför medlemsförhandlingarna med EU tillsammans med Finland och Österrike.[1]
- 2 mars – Zapatistgerillan EZLN i Chiapas i Mexiko kommer överens med Mexikos regering om preliminärt fredsavtal, enligt vilket politiska och ekonomiska förändringar skall hjälpa den fattiga befolkningen.[1]
- 7 mars – Danmarks tidigare justitieminister Erik Ninn Hansen ställs inför riksrätt för att under sin ministertid ha åsidosatt tamilska lfyktingar lagliga rätt att ta sina familjer till Danmark åren 1987-1988.[1]
- 8 mars – Över 2 000 personer demonstrerar på Sergels torg i Stockholm under parollen "Nu är det nog" på Internationella kvinnodagen.[1]
- 12 mars – Bophuthatswanas president Lucas Mangope avsätts efter två dagars blodiga kravaller, där ett 70-tal människor dödas och ett 100-tal skadas.[1]
- 14 mars
  - USA:s utrikesminister Warren Christopher avslutar ett fyra dagars besök i Kina. Där pratar de bland annat handel och mänskliga rättigheter.[1]
  - Jozef Moravčík tillträder som ny utrikesminister i Slovakien efter Vladimír Mečiar.[1]
- 18 mars – Sveriges riksdag beslutar att Sverige skall folkomrösta om EU-medlemskap den 13 november 1994.[1]
- 24 mars – I Somalia undertecknas ett avtal om vapenvila av Ali Mahdi Mohammed och Mohammed Farrash Aidid.[1]

### April
- 7 april – I Sverige föreslår Kyrkoberedningen att Svenska kyrkan blir en jurdisk person, vars interna frågor svenska staten inte lägger sig i.[1]
- 8 april – Japans premiärminister Morihiro Hosokawa avgår sedan företrädare för LDP anklagat honom för tvivelaktiga affärer under 1980-talets början och mitt.[1]
- 11 april – Mokdad Sifi utses till Algeriets nye premiärminister.[1]
- 13 april – Traditionsenligt genomför Finlands nye president Martti Ahtisaari sitt första statsbesök i Sverige.[1]
- 14 april – Greklands parlament fråntar Greklands kungliga familj medborgarskapet.[1]
- 25 april  - Sveriges finansminister Anne Wibble lägger fram förslaget till Sveriges vårbudget.[1]
- 28 april – 58-årige Tsutomu Hata tillträder som Japans premiärminister.[1]
- 30 april – Ny demokrati noteras för 2,2 % vid opinionsmätningar i Sverige.[1]

### Maj
- 3 maj – Kung Albert II av Belgien inleder ett tre dagar långt statsbesök i Sverige.[1]
- 4 maj - Israel och PLO undertecknar ett avtal om palestinskt självstyre.[1]
- 9 maj - Nelson Mandela blir Sydafrikas första svarta president.[1]
- 11 maj - 81-årige Emile Johassaint svärs in som Haitis president.[1]
- 10 maj – Silvio Berlusconi bildar om Italiens regering.[1]
- 17 maj – Jacques Chirac efterträder François Mitterrand som Frankrikes president.
- 20 maj - Sveriges riksdag antar förslaget om vårdnadsbidrag.[1]
- 24 maj
  - Sydafrikas nyvalda president Nelson Mandela håller sitt första officiella tal om tillståndet i Sydafrika..[1]
  - Den kvinnliga rösträtten i Sverige firar 75 år, baserat på 1919 års beslut i Sveriges riksdag.[1]
- 26 maj - I Stockholm drabbar Carl Bildt och Ingvar Carlsson samman i årets första svenska valduell.[1]
- 29 maj – Sveriges socialdemokratiska arbetareparti noteras för 50 % vid SIFO-mätningar i Sverige.[1]

### Juni
- 4 juni – 5-årsminnet av Massakern på Himmelska fridens torg uppmärksammas, och läget rapporteras ha varit lugnt.[1]
- 9 juni – Sveriges riksdag fastslår att ja, nej och blankröst blir alternativet vid svenska EU-medlemskapsfolkomröstningen, samt att icke-svenska medborgare med kommunal rösträtt inte tillåts delta.[1]
- 11 juni – Sveriges riksdag avslutar riksmötet 1993/1994 med att avtacka bland andra Sten Andersson och Lars Werner.[1]
- 16 juni – Sveriges regering godkänner bygget av en bro över Öresund, vilket leder till svenske miljöminister Olof Johanssons avgång.[1]
- 17 juni – Island firar 50 år som republik.[1]

### Juli
- 4 juli – Frankrikes president François Mitterrand talar inför Sydafrikas parlament, då han är första icke-sydafrikanska statsöverhuvud att besöka Sydafrika sedan Apartheid skrotats och Nelson Mandela valts till president.[1]
- 6 juli – USA:s president Bill Clinton anländer till Riga, och blir första USA-president att besöka Baltikum.[1]
- 8 juli – Kinas premiärminister Li Peng avbryter ett officiellt besök i Tyskland sedan han konfronterats med tyska och kinesiska demonstranter.[1]
- 10 juli – G7-mötet avslutas i Neapel.[1]
- 15 juli– Ungerns socialistiska parti övertar regeringsmakten i Ungern.[1]
- 17 juli – Almedalsveckan avslutas i Visby. Alla partiledarna i Sveriges riksdag finns där utom Carl Bildt, som i stället sommartalar i Grisslehamn.[1]
- 19 juli – Rwanda får en ny huturegering, med Pasteur Bizimungu som president och Faustin Twagiramungu som premiärminister.[1]
- 23 juli – I Gambia griper en grupp officerare ledda av Yaya Jammeh makten vid en kupp.[1]
- 25 juli – På Vita husets gräsmatta träffas kung Hussein av Jordanien och Israels premiärminister Yitzhak Rabin och undertecknar en deklaration om förbättrade relationer mellan de två staterna.[1]
- 26 juli – Ryssland och Estland enas om ryskt trupptillbakadragande från Estland senast 31 augusti 1994.[1]
- 28 juli – Italiens tidigare premiärminister Bettino Crazi samt hans nära medarbetare Claudio Martelli döms av en domstol i Milano till åtta och ett halvt års fängelse för mutbrott efter skandaler då banken Banco Ambrosiano gick i konkurs 1982.[1]

### Augusti
- 8 augusti – Gränsen mellan Israel och Jordanien öppnas igen efter 46 års bitter fiendskap.[1]
- 19 augusti – 49-årige Chandrika Kumaratunga blir Sri Lankas nye premiärminister.[1]
- 22 augusti – Wim Kok blir Nederländernas första socialdemokratiske premiärminister sedan 1977.[1]
- 23 augusti
  - USA:s kongress godkänner amerikanske presidenten Bill Clintons förslag till ett projekt mot brottsligheten.[1]
  - Sverige stoppar allt bistånd till Lesotho vars kung Letsie III den 17 augusti sparkat den första demokratiskt valda regeringen. Svenskt bistånd till Lesotho uppgår till 39 miljoner svenska kronor.[1]
- 28 augusti – Israels regering antar ett avtal som överför civila maktbefogenheter på Västbanken.[1]

### September
- 1 september
  - Muammar al-Gaddafi firar 25 års vid makten i Libyen, och jubileumsdagen har utlysts som allmän helgdag.[1]
  - Israel och Marocko upptar diplomatiska förbindelser.
- 3 september – Rysslands och Kinas presidenter Boris Jeltsin och Jiang Zemin möts i Moskva, och demonstrerar stort samföstånd, och att deras relationer skall gå in i det 21:a århundradet på en helt ny nivå.[1]
- 4 september – Valrörelsen i Sverige går in i sitt avgörande skede.[1]
- 8 september – En ledamot av Sveriges riksdag för Moderata samlingspartiet fälls som första ledamot av Sveriges riksdag för mutbrott, då Sundsvalls tingsrätt dömer honom till villkorlig dom och 60 dagsböter på 330 svenska kronor för att ha tagit emot 96 000 svenska kronor av skogsbolaget SCA.[1]
- 9 september – USA och Kuba enas efter en veckas samtal i New York att Kuba skall vidta effektiva åtgärder för att hindra att kubanerna lämnar Kuba i "osäkra farkoster".[1]
- 11 september – Sveriges socialdemokratiska arbetareparti noteras för 46,7 % en vecka före svenska valet.[1]
- 12 september – En JämO-undersökning i Sverige visar att Folkpartiet liberalerna är Sveriges mest jämställda parti.[1]
- 13 september – Algeriets president Lianmine Zeroual meddelar att de två främsta ledarna för förbjudna Islamiska räddningsfronten släpps ur fängelset.[1]
- 19 september – Sveriges statsminister Carl Bildt lämnar in avskedsansökan efter föregående dags valförlust.[1]
- 27 september – USA:s och Rysslands presidenter Boris Jeltsin och Bill Clinton inleder ett två dagars toppmöte i Washington, DC, där man enas om stärkt samarbete, och Boris Jeltsin lovar rysk nedrustning.[1]

### Oktober
- 1 oktober
  - Palau blir självständigt från Mikronesiens federerade stater.
  - Kampanjen inför EU-medlemskapsfolkomröstningen i Sverige går in i sitt avgörande skede.[1]
- 3 oktober – Sveriges riksdag väljer Birgitta Dahl till parlamentets talman.[1]
- 5 oktober – Burundi får en ny regering, där 60 % av ministrarna är hutu och 40 % tutsi.[1]
- 6 oktober – Sveriges riksdag väljer Ingvar Carlsson till Sveriges nye statsminister.[1]
- 7 oktober – Sveriges statsminister Ingvar Carlsson presenterar Sveriges nya regering, utformad efter modellen "Varannan damernas" som gör att de 22 statsråden fördelas på 11 män och 11 kvinnor.[1]
- 11 oktober – Sveriges riksdag, nyvald, debatterar för första gången inför EU-medlemskapsfolkomröstningen i Sverige.[1]
- 14 oktober – I Italien genomförs massdemonstrationer och en fyra timmar lång storstrejk i protest mot Silvio Berlusconi.[1]
- 15 oktober – Romersk-katolske prästen Jean-Bertrand Aristide återvänder hem till Haiti efter tre års exil.[1]
- 17 oktober – Drottning Elizabeth II av Storbritannien och hennes make, prins Philip, kommer till Moskva för statsbesök.[1]
- 26 oktober – Ute i Araviöknen skriver Israel och Jordanien på ett historiskt fredsavtal, som gör slut på 46 års krigstillstånd mellan de två staterna.[1]
- 27 oktober – På 123 olika platser runtom i Sverige hålls debatter inför EU-medlemskapsfolkomröstningen.[1]

### November
- 2 november – Sveriges regering föreslår förstärkningar av den svenska statskassan med 57 miljarder svenska kronor, som läggs fram inför Sveriges riksdag.[1]
- 12 november
  - Irak erkänner Kuwait.[1]
  - Chandrika Kumaratunga tillträder som Sri Lankas första kvinnliga president.[1]
- 17 november – Albert Reynolds konservativa regering i Irland tvingas avgå, då förhandlingarna med Arbetarpartiet brutit samman.[1]
- 16 november – Sveriges riksdag godkänner att Sverige från 1998 tillämpar vissa inslag av personval, samt att Sveriges statsbudget från 1997 skall följa kalenderåret, och att Sveriges statschef skall kunna tjänstgöra som 18-åring och inte som 25-åring.[1]
- 18 november – Finlands riksdag godkänner att Finland inträder i EU.[1]
- 20 november – I Angola godkänner regeringen och UNITA ett fredsavtal, efter 19 års inbördeskrig.[1]
- 23 november – Sveriges riksdag godkänner de grundlagsändringar som är nödvändiga för svenskt EU-inträde, vilket innebär att Sveriges riksdag kan överlåta beslutanderätten till EU så länge inte grundläggande fri- och rättigheter sätts ur spel.[1]
- 30 november
  - FN:s generalsrekreterare Boutros Boutros Ghali buas ut i Sarajevo.[1]
  - Sveriges riksdags talmanskonferens utser Sveriges 22 representanter till Europaparlamentet.[1]

### December
- 6 december – ESK avslutar sitt möte i Budapest utan något uttalande om Bosnienkriget.[1]
- 9 december – Representanter för Storbritanniens regering och Sinn Fein möts i första officiella mötet mellan parterna på 73 år.[1]
- 10 december – EU-toppmötet i Hessen diskuterar arbetslöshet.[1]
- 11 december – HZDS Vladimir Mecair bildar ny regering i Slovakien.[1]
- 15 december
  - 47-årige Fine Gael-ledaren John Bruton väljs till Irlands nye premiärminister.[1]
  - Sveriges riksdag beslutar enhälligt om svenskt EU-medlemskap från 1 januari 1995, samt slopande av vårdnadsbidraget.[1]
- 18 december
  - Jimmy Carter landar i Sarajevo för att få ett slut på Bosnienkriget.[1]
  - SIFO-mätningar i Sverige visar att Folkpartiet liberalerna går tillbaka, och Vänsterpartiet framåt.[1]
- 20 december – Sveriges riksdag antar den så kallade Perssonplanen, som skall förstärka Sveriges statsbudget med 57 miljarder svenska kronor.[1]
- 21 december
  - Representanter för Storbritanniens regering och Sinn Fein möts i första officiella mötet mellan parterna på 73 år.[1]
  - Sveriges riksdag avtackar Bengt Westerberg, som lämnar parlamentet inför julledigheten.[1]
- 22 december – Italiens premiärminister Silvio Berlusconi avgår.[1]
- 25 december - Sveriges kung Carl XVI Gustaf uttalar sin oro för det ökande våldet i Sverige.[1]
- 31 december - Ett avtal om fyra månaders vapenvila i Bosnienkriget, med start 1 januari 1995, undertecknas.[1]

## Val och folkomröstningar
- 30 januari – Nationalisten Jurij Mesjkov vinner presidentvalet i Krim.[1]
- 16 januari och 6 februari – Finlands socialdemokratiska partis Martti Ahtisaari vinner presidentvalet i Finland.[1]
- 13 mars – SPD vinner delstatsparlamentsvalet i Niedersachsen.[1]
- 20 mars – Zine el Abidine Ben Ali väljs om vid presidentvalet i Tunisien.[1]
- 27-28 mars– Silvio Berlusconi och hans parti Forza Italia vinner parlamentsvalet i Italien.[1]
- 10 april– Ukrainas kommunistiska parti vinner andra omgången vid parlamentsvalet i Ukraina.[1]
- 26 april – De första fria valen i Sydafrika slutar med seger för ANC, vars partiledare Nelson Mandela blir president.
- 8 maj– Ernesto Perez Balladares vinner presidentvalet i Panama.[1]
- 17 maj– Malawi väljer president och parlament vid sina första fria val sedan självständigheten.[1]
- 23 maj– Roman Herzog väljs till presidentvalet i Tyskland.[1]
- 29 maj– Ungerns socialistiska parti vinner parlamentsvalet i Ungern.[1]
- 9–12 juni – Europaparlamentsval.[1]
- 12 juni – Vid en folkomröstning om EU-medlemskap i Österrike vinner ja-sidan med 66,4 %.[1]
- 19 juni – Liberale ekonomen Ernesto Samper Pizano väljs till president i Colombia.[1]
- 7 juli – Lagtingsval på Färöarna.
- 10 juli – Leonid Kutjma väljs till president i Ukraina.[1]
- 21 augusti – 42-årige Ernesto Zedillo vinner väljs till president i Mexiko.[1]
- 4 september – Separatisterna Parti Québécois vinner  parlamentsvalet i Québec.[1]
- 18 september – Sveriges socialdemokratiska arbetareparti vinner riksdagsvalet i Sverige, och parlamentet blir med 141 kvinnor av 349 ledamöter världens mest jämställda. En nyhet är att personval prövas i sju kommuner, Helsingborg, Vaggeryd, Vänersborg, Linköping, Solna, Östersund och Övertorneå. Miljöpartiet kommer åter in i Sveriges riksdag, medan Ny demokrati åker ut.[1]
- 21 september – Folketingsvalet i Danmark slutar med att Socialdemokratiet vinner.[1]
- 25 september – Schweiz röstar i en folkomröstning ja till ett förslag som förbjuder rasistisk diskriminering och propaganda.[1]
- 1 oktober – HZDS Vladimir Mecair vinner parlamentsvalet i Slovakien.[1]
- 3 oktober – 63-årige sociologen Fernando Henrique Cardoso vinner presidentvalet i Brasilien.[1]
- 9 oktober – Franz Vranitzky:s SPÖ-ledda koalition vinner parlamentsvalet i Österrike.[1]
- 16 oktober
  - Helmut Kohls CDU-ledda regering i Tyskland vinner förbundsdagsvalet och kan leva vidare.[1]
  - Vid en folkomröstning om EU-medlemskap i Finland vinner ja-sidan med 57 %.[1]
- 27-29 oktober – Joaquim Chissano vinner presidentvalet i Moçambique, och sitter kvar vid makten.[1]
- 13 november – Vid en folkomröstning om EU-medlemskap i Sverige vinner ja-sidan med 52,27 %.[1]
- 20 november – Vid en folkomröstning om EU-medlemskap på Åland vinner ja-sidan.
- 27 november – 58-årige Julio Sanguinetti vinner presidentvalet i Uruguay.[1]
- 28 november – Vid en folkomröstning om EU-medlemskap i Norge vinner nej-sidan med 52,2 %.[1]
- 18 december – Bulgariens socialistiska parti vinner parlamentsvalet i Bulgarien.[1]

## Organisationshändelser
- 29 januari – 47-årige Robert Hue väljs till ordförande för Frankrikes kommunistiska parti.[1]
- 5 februari – Ian Wachtmeister avgår som svenska Ny demokratis partiordförande och efterträds av Harriet Colliander.[1]
- 7 mars – Nordiska rådet inleder i Stockholm sin 44:e session, vilken präglas av EU-frågan.[1]
- 30 mars – Sverige tilldelas fyra röster i EU:s ministerråd vid eventuellt inträde i EU.[1]
- 9 april – Harriet Colliander utses på partistämman i Västerås till ny ledare för svenska Ny demokrati.[1]
- 4 maj – EU-parlamentet godkänner eventuellt svenskt inträde i EU.[1]
- 23 maj– Miljöpartiets stämma i Järna avslutas. På stämman fastslås partiets bestämda nej till svenskt medlemskap i EU.[1]
- 8 maj – Centerpartiets stämma i Stockholm säger ja till eventuellt svenskt medlemskap i EU.[1]
- 5 juni - Vivianne Franzén väljs till Harriet Collianders efterträdare då svenska Ny demokrati har extra partistämma i Västerås.[1]
- 19 juni– Sveriges socialdemokratiska arbetareparti har extrakongress i Stockholm, och säger ja till eventuellt svenskt medlemskap i EU.[1]
- 23 juni – Sydafrika återinträder i FN:s generalförsamling, efter att platsen stått tom sedan 1974.[1]
- 31 juli – FN:s säkerhetsråd godkänner att USA eventuellt leder en militär invasion i Haiti.[1]
- 25 juni – Tomiichi Murayama väljs till ny ordförande i Japans socialdemokratiska parti.[1]
- 2 juli – KDS väljer om Alf Svensson som ordförande på rikstinget i Stockholm.[1]
- 15 juli– Jacques Santer från Luxemburg utses till ny ordförande i EU-kommissionen.[1]
- 21 juli – Tony Blair blir partiledare för det brittiska Labour.[1]
- 20 augusti – På extrastämman i Linköping väljs Vivianne Franzén officiellt till ny ordförande i svenska Ny demokrati.[1]
- 21 september – Bengt Westerberg meddelar att han avgår som partiledare för Folkpartiet liberalerna.[1]
- 15 oktober – FN:s säkerhetsråd kräver att Irak omedelbart drar tillbaka de trupper som ställts ut på gränsen till Kuwait.[1]
- 31 oktober – Leif Linde utses till ny partisekreterare för Sveriges socialdemokratiska arbetareparti.[1]
- 8 november – Mellanårsvalet i USA leder till att Republikanska partiet för första gången på 40 år får majoritet i båda kamrarna i USA:s kongress.[1]

## Avlidna
- 13 januari – Johan Jørgen Holst, norsk politiker, fredsmäklare samt Norges utrikesminister.[1]
- 15 januari – Inga Thorsson, svensk socialdemokratisk politiker.[1]
- 20 januari – Oginga Odinga, 82, kenyansk politiker.[1]
- 5 mars – Abdullah as-Sallal, Jemens president 1962–1967.
- 6 mars – Melina Mercouri, Greklands kulturminister.[1]
- 15 mars – Mai Zetterling, 68, svensk skådespelare, filmregissör och författare.[1]
- 23 mars – Luis Donaldo Colosio, 44, mexikansk presidentkandidat (ihjälskjuten).[1]
- 6 april
  - Juvénal Habyarimana, Rwandas president 1973–1994.
  - Cyprien Ntaryamira, Burundis president 5 februari–6 april 1994.
- 22 april – Richard Nixon, USA:s president 1969–1974.[1]
- 12 maj – John Smith, brittisk Labourpolitiker.[1]
- 29 maj – Erich Honecker, gamla Östtysklands tidigare president.[1]
- 8 juli – Kim Il Sung, 82, Nordkoreas president 1972–1994.[1]
- 13 oktober – Ture Königsson, svensk riksdagspolitiker, lade ned sin röst så Sverige fick ATP 1959.[1]
- 23 oktober – Gamini Dissanayake, Sri Lankas oppositionsledare (dödad i terroristaktion).[1]
- 6 september – Paul Xuereb, Maltas president 1987–1989.
- 21 december – Dean Rusk, amerikansk politiker, USA:s utrikesminister 1961-1969.[1]
- 25 december – Giani Zail Singh, Indiens president 1982–1987.

### Fotnoter
1. 1 2 3 4 5 6 7 8 9 10 11 12 13 14 15 16 17 18 19 20 21 22 23 24 25 26 27 28 29 30 31 32 33 34 35 36 37 38 39 40 41 42 43 44 45 46 47 48 49 50 51 52 53 54 55 56 57 58 59 60 61 62 63 64 65 66 67 68 69 70 71 72 73 74 75 76 77 78 79 80 81 82 83 84 85 86 87 88 89 90 91 92 93 94 95 96 97 98 99 100 101 102 103 104 105 106 107 108 109 110 111 112 113 114 115 116 117 118 119 120 121 122 123 124 125 126 127 128 129 130 131 132 133 134 135 136 137 138 139 140 141 142 143 144 145 146 147 148 149 150 151 152 153 154 155 156 157 158 159 160 161 162 163 164 165 166 167 168 169 170 171   Horisont 1994. Bertmarks